# Slané tyčinky

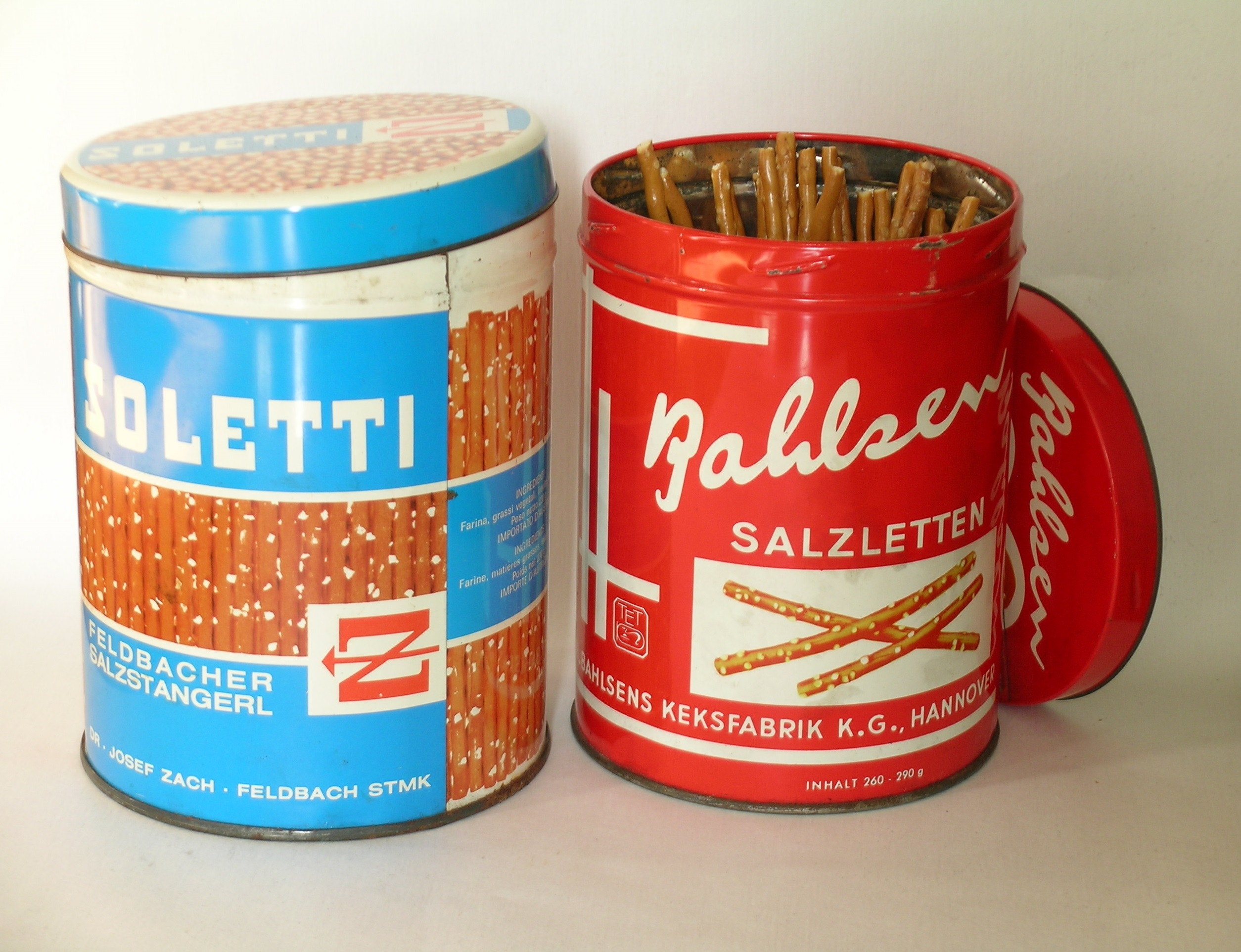
Historické dózy slaných tyčinek firem Bahlsen a Soletti

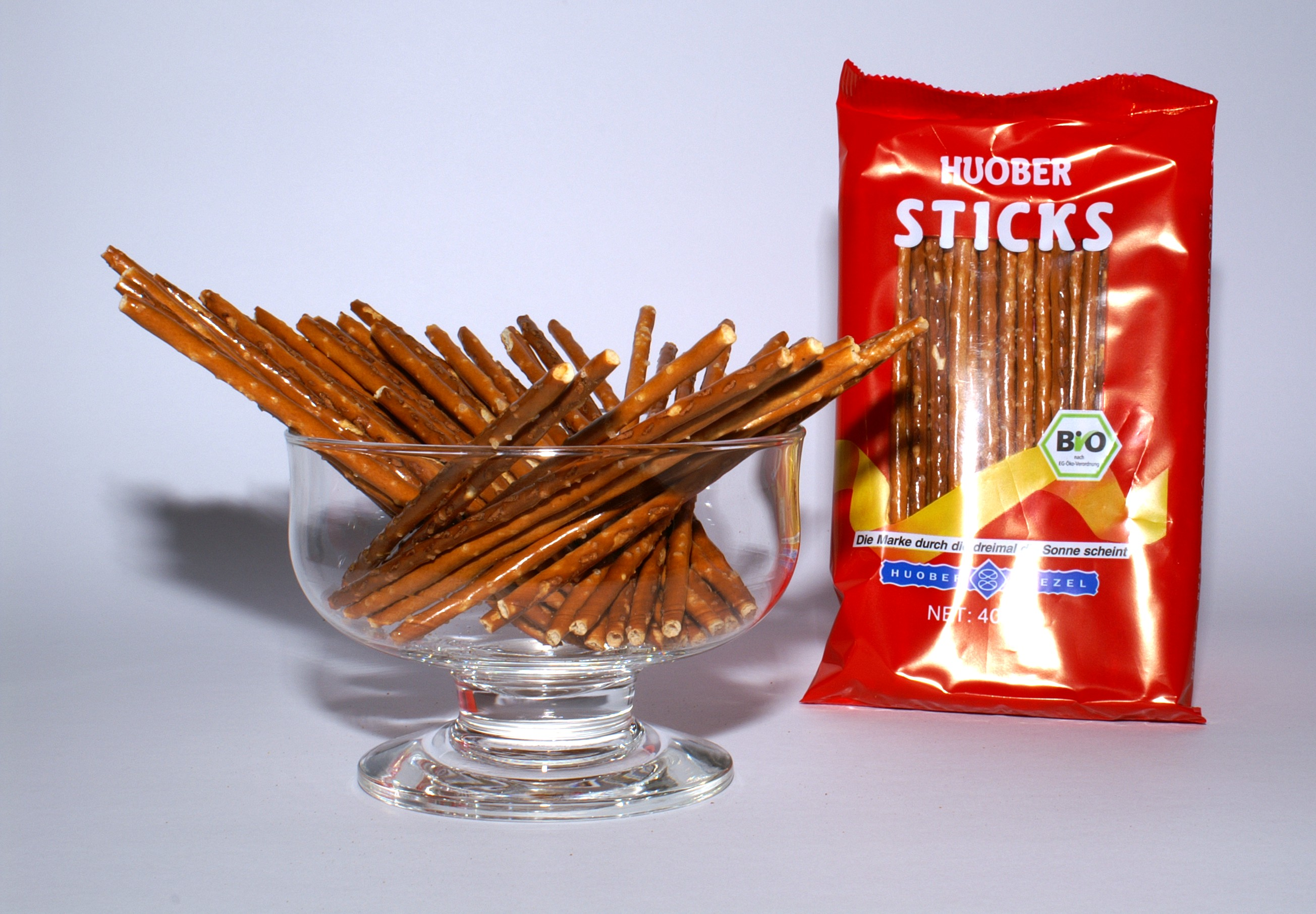
Slané tyčinky

Slané tyčinky jsou drobné pamlsky podobné malým preclíkům. Jde o 10–15 cm dlouhé a 4 mm široké křupavé tyčinky z kynutého těsta s louhovou kůrkou a krystaly soli. Obvykle bývají vyráběny průmyslově. Podávají se jakožto snack, například k pivu nebo k vínu.
Základ těsta na slané tyčinky tvoří pšeničná mouka, dále těsto obsahuje droždí, slad, sůl, rostlinný olej a voda. Typickou kůrku jim pak dodává louh (hydroxid sodný).

## Historie
Německá společnost Bahlsen uvedla slané tyčinky na evropský trh pod značkou Salzlettes v roce 1935. Jejich recept si prý přivezl zakladatel společnosti Klaus Bahlsen z jedné ze svých cest do USA.
Je možné, že recept na slané tyčinky vytvořila v roce 1949 nezávisle na ní rakouská pekárenská společnost Bäckerei Zach z Feldbachu. Majitel společnosti Joseph Zach prý hledal způsob, jak automatizovat výrobu slaných preclíků. Protože splétání tenkých válečků těsta do charakteristického tvaru preclíku vyžadovalo mnoho ruční práce, rozhodl se je vyrábět ve formě jednoduchých tyčinek. Společnost Bäckerei Zach později odkoupila společnost United Snacks of Kelly a začala vyrábět slané tyčinky pod obchodním názvem Soletti, který se časem po velkém úspěchu stal značkou pro všechny výrobky společnosti.
Později slané tyčinky začala vyrábět celá řada výrobců po celém světě.

## Podobné pamlsky
- Pocky z japonské kuchyně
- Grissini z italské kuchyně